# Giuseppe Migneco
Giuseppe Migneco (Messina, 9 febbraio 1903 – Milano, 28 febbraio 1997) è stato un pittore italiano, ricordato come uno dei maggiori espressionisti del novecento.

## Biografia
Nato a Messina nel 1903, dopo aver fatto gli studi classici nella città natale, si trasferisce nel 1931 a Milano dove comincia a studiare medicina. Lì si guadagna da vivere e inizia l'ingresso nel mondo dell'arte disegnando bozzetti per il "Corriere dei piccoli" e facendo il ritoccatore per l'editore Rizzoli. In questo periodo comincia l'attività pittorica realizzando dipinti dai contenuti autobiografici.
Nel 1934 avviene la svolta. Entra in contatto con Aligi Sassu, Renato Birolli, Raffaele De Grada dai quali resta incantato.
Nel 1937 è tra i fondatori del movimento di "Corrente" che raggruppa artisti provenienti da diversi orizzonti culturali, con il comune intento di aprirsi alla cultura moderna europea, rifiutando l'isolamento culturale imposto dalla politica fascista. In "Corrente" affluiscono, nel tempo, artisti con visioni dell'arte molto diverse, uniti inizialmente per respingere canoni pittorici ormai superati, che prenderanno poi strade diverse, come Arnaldo Badodi, Birolli, Broggini, Cassinari, Cherchi, Gauli, Guttuso, Manzù, Morlotti, Paganin, Sassu, Valenti, e Vedova.
Nel dopoguerra Migneco affina il suo gusto per il "realismo sociale" subendo l'influsso dei pittori murari messicani. Un suo ammiratore lo definì “intagliatore di legno che scolpisce col pennello”.
Negli anni cinquanta la fama, ormai consolidata, consacra Giuseppe Migneco fra i maestri dell'arte italiana contemporanea, espone nelle più prestigiose gallerie nazionali ed estere: Göteborg, Boston, Parigi, Stoccarda, New York, Amsterdam, Amburgo e Zurigo.
Partecipa a 5 edizioni della Esposizione internazionale d'arte di Venezia dal 1948 e di seguito 1950, 1952, 1954 e infine all'edizione del 1958  e a partire dal 1948 a 5 edizioni (la V°, la VI°, la VII°, l'VIII° e l'XI°) della Quadriennale di Roma.
I suoi colori sempre forti e vivaci che ricordano la sua Sicilia dai tratti violenti e netti, i volti duri e coraggiosi rendono le sue tele espressione della lotta esistenziale, nel continuo e profondo confronto con l'umanità e con gli eventi che l'assediano, nella coscienza e nella speranza di libertà e di memoria, al di là dell'assurda solitudine dell'esistenza.
Migneco si spegne a Milano il 28 febbraio del 1997.

### Vita privata
Giuseppe Migneco è il padre di Grazia Migneco, attrice e doppiatrice.

## Opere
- Ragazza di schiena

## Giuseppe Migneco nei musei
- Galleria d'arte moderna e contemporanea di Bergamo
- Pinacoteca Comunale Archiviato il 22 ottobre 2014 in Internet Archive. di Faenza
- Palazzo Romagnoli di Forlì
- Museo Novecento di Firenze
- Museo Palazzo Ricci, Macerata